# Lijst van reptielen in Nederland
De onderstaande lijst toont alle soorten reptielen in Nederland, en de mate of reden van voorkomen.

## Slangen

### Inheems

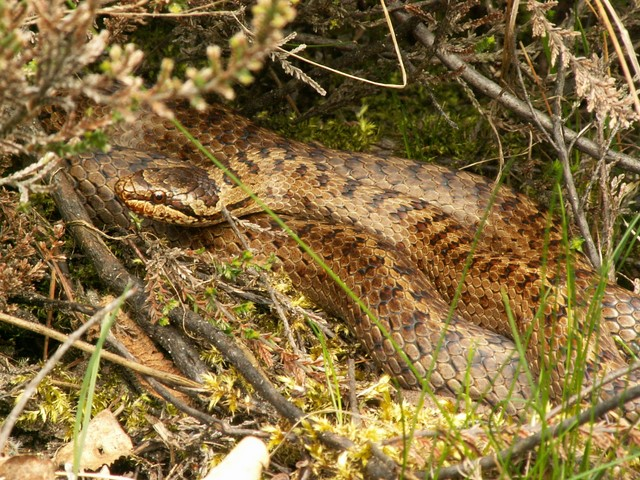
Gladde slang (Coronella austriaca) mannetje, in oostelijk Nederland, heel zeldzaam.
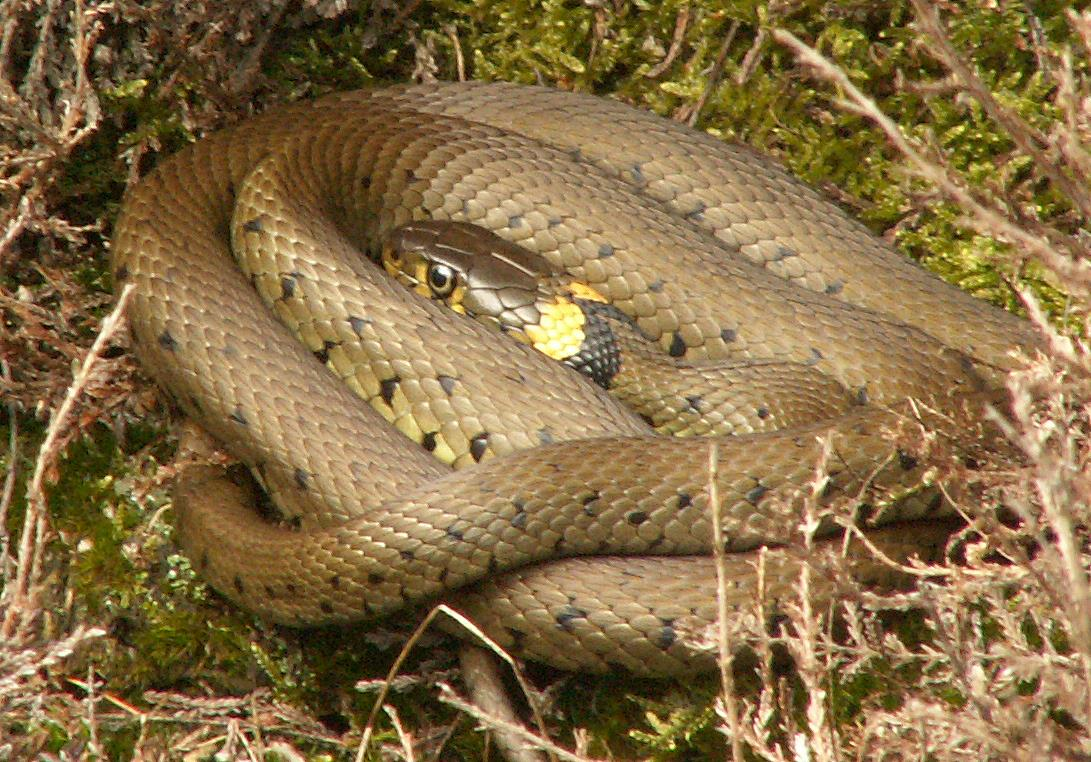
Ringslang (Natrix natrix), in heel Nederland, zeldzaam.
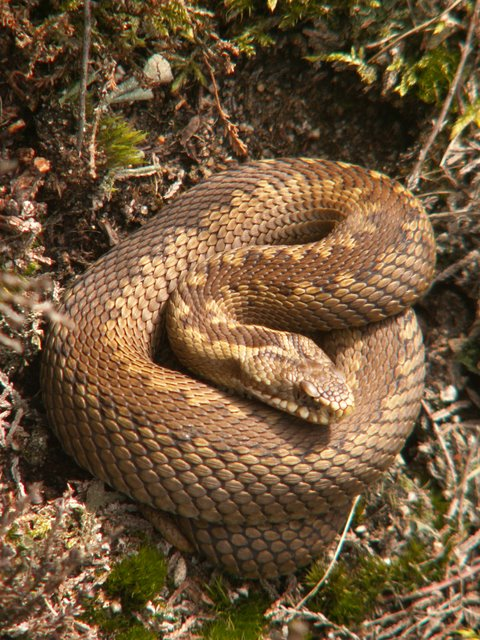
Adder (Vipera berus), in het oosten van Nederland, zeldzaam.

### Exoot

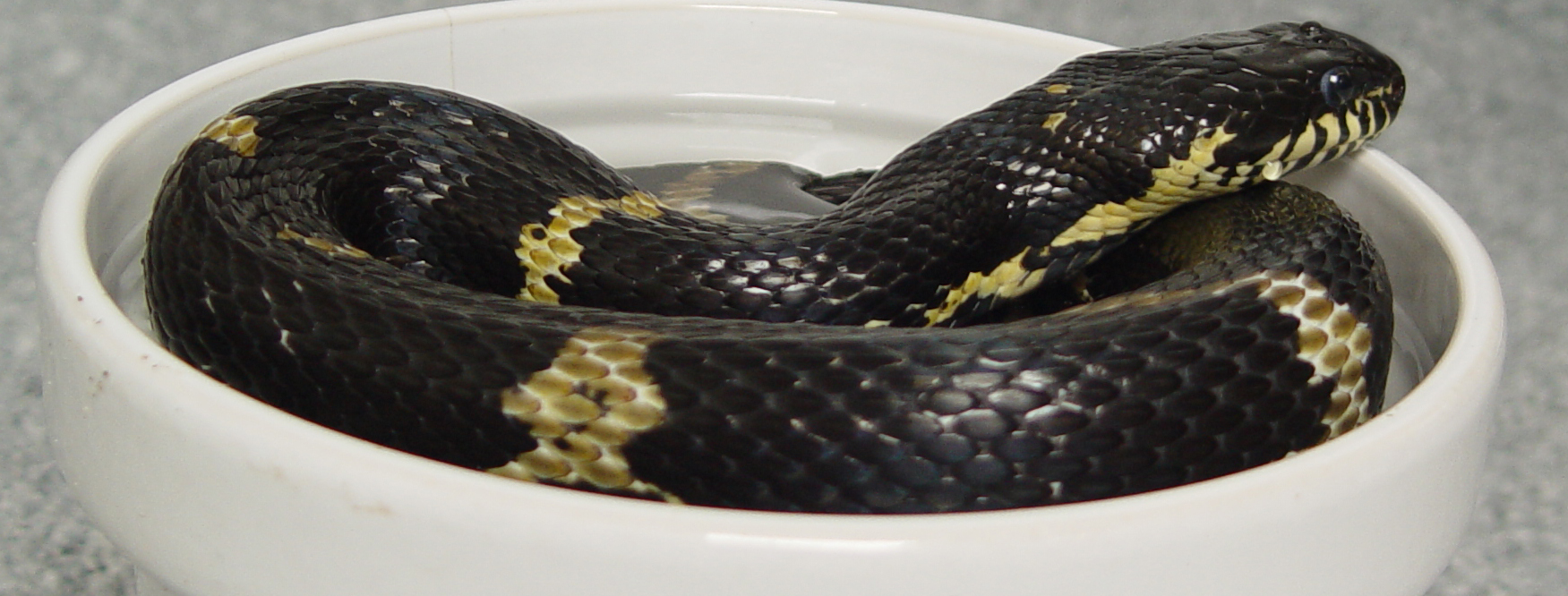
Russische rattenslang (Elaphe schrenckii), geïntroduceerd, alleen rond vliegveld Eelde.

## Hagedissen

### Inheems

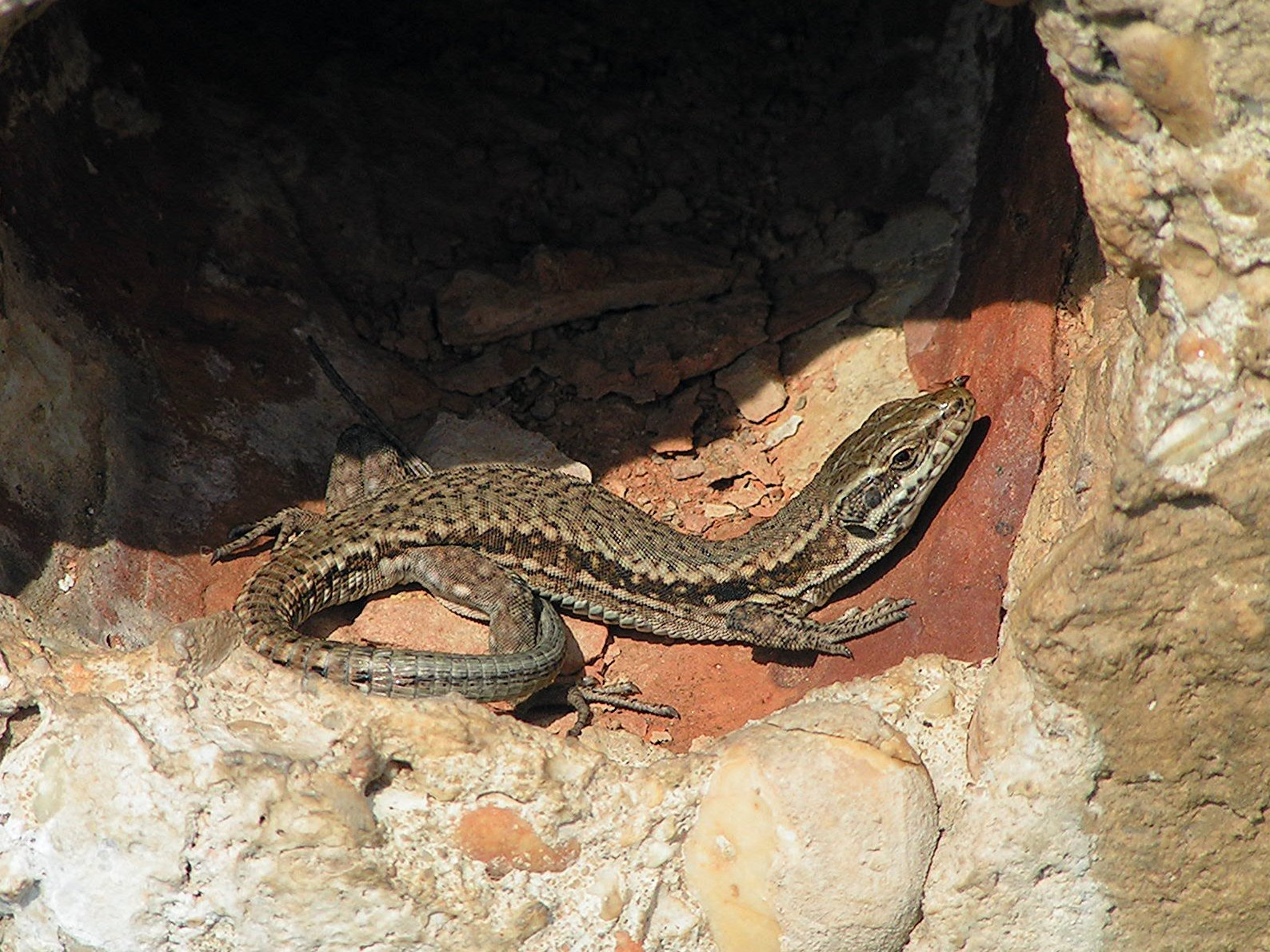
Muurhagedis (Podarcis muralis), vrijwel alleen in Zuid-Limburg, zeldzaam.
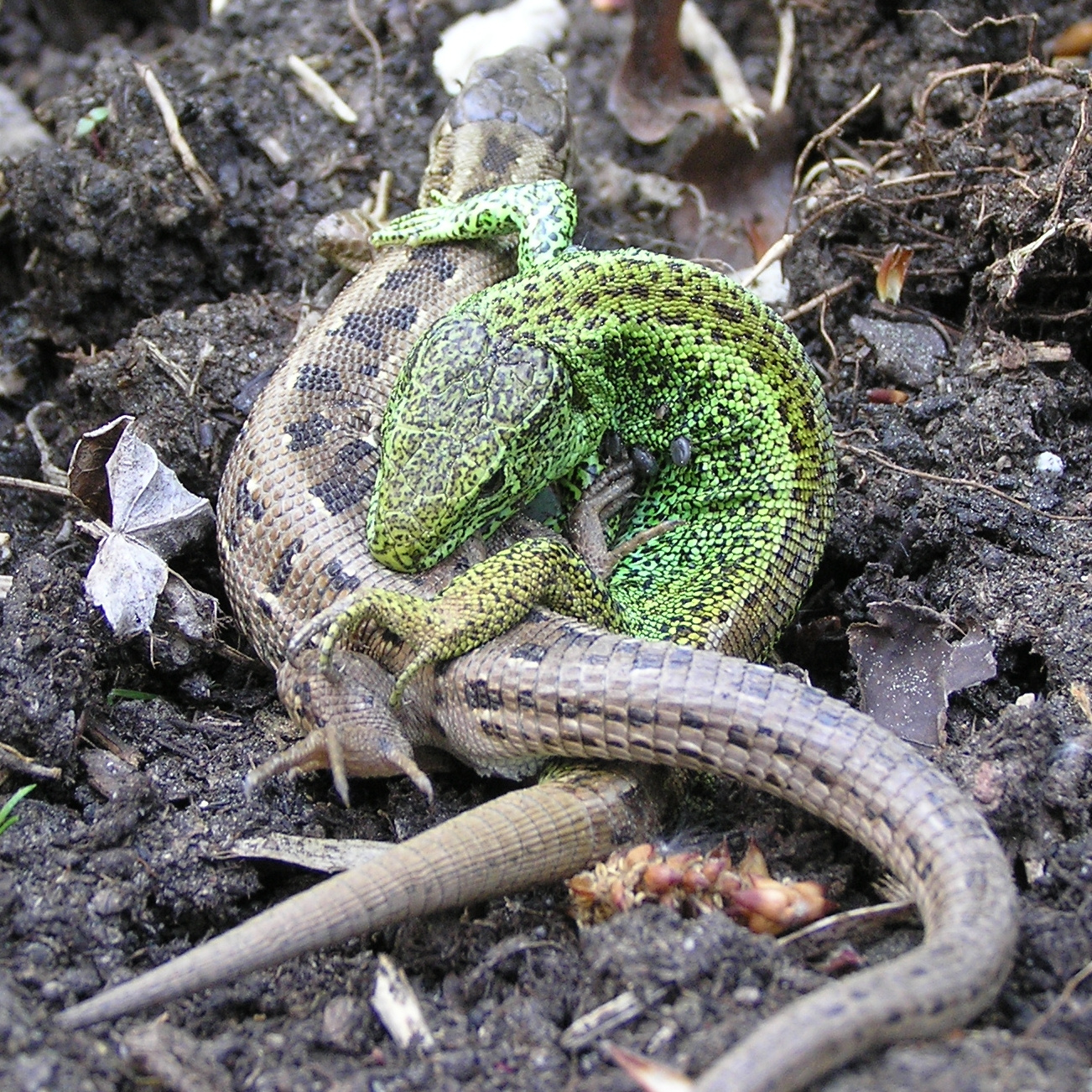
Zandhagedis (Lacerta agilis), in zandstreken in Nederland, vooral Hollandse kuststreek en de Veluwe, zeldzaam.
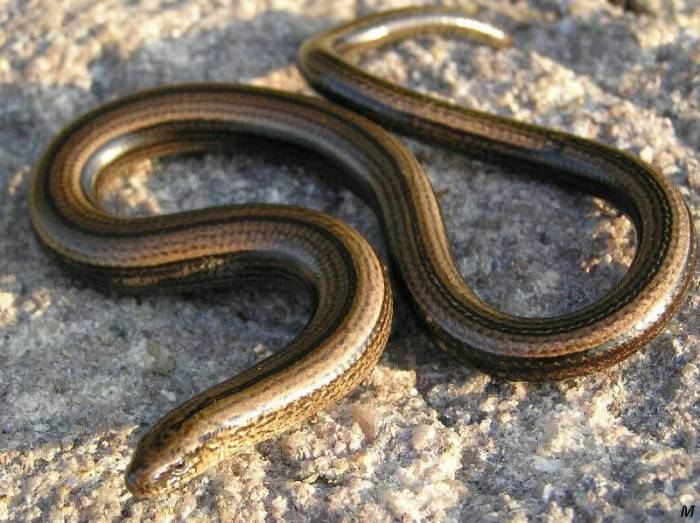
Hazelworm (Anguis fragilis), in grote delen van Nederland, vooral Utrechtse Heuvelrug, de Veluwe en Zuid-Limburg.
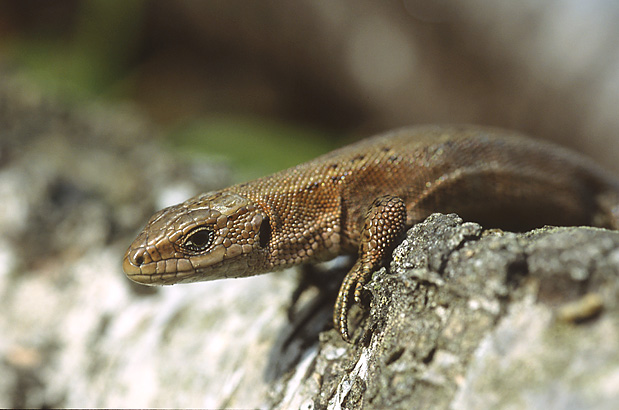
Levendbarende hagedis (Zootoca vivipara), in Oost-Nederland, zeldzaam.

## Schildpadden

### Inheems
Europese moerrasschildpad (Emys orbicularis), uitgestorven. Dwaalgast vanuit Oost-Europa

### Exoot

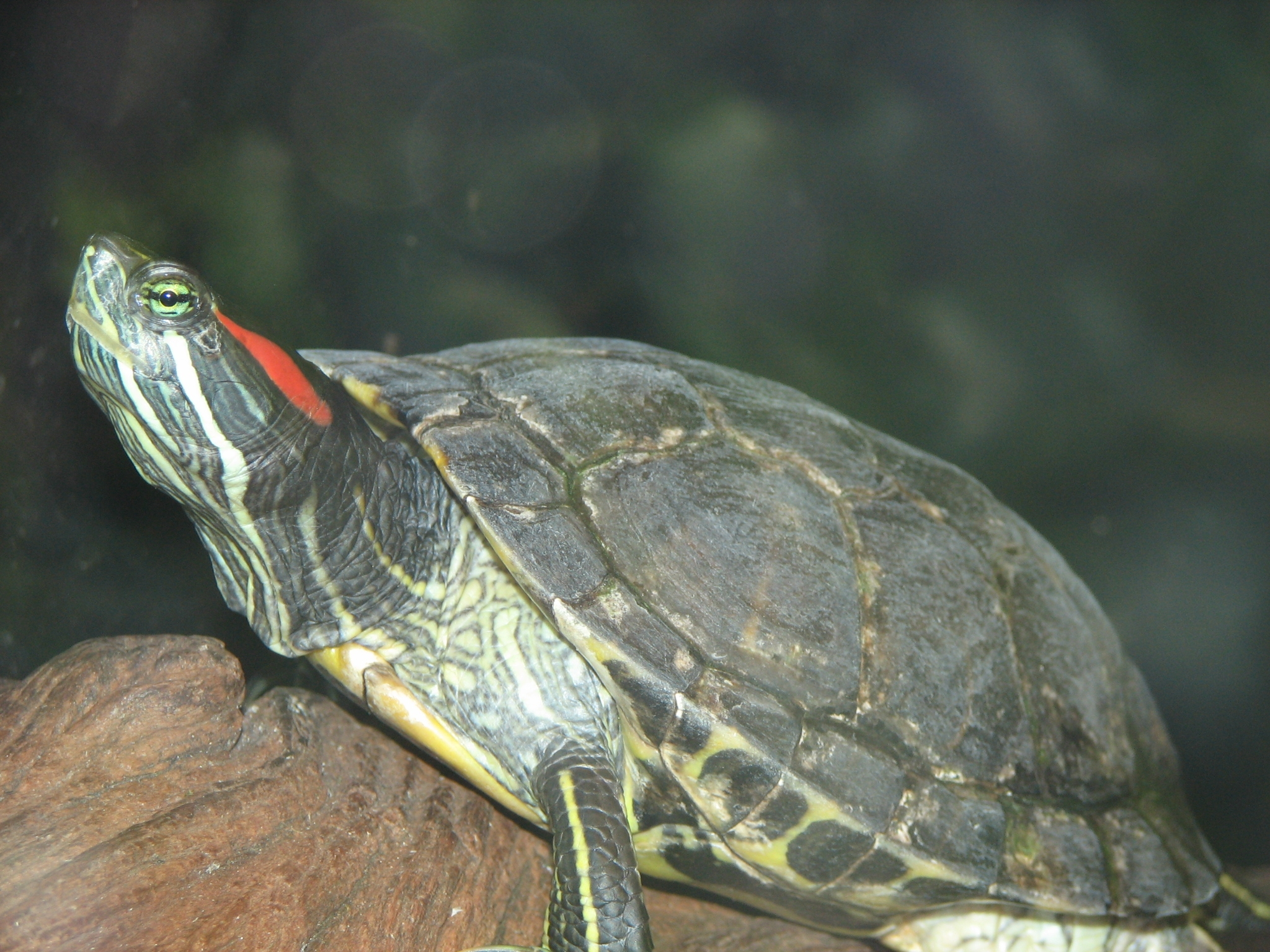
Roodwangschildpad (Trachemys scipta elegans), geïntroduceerd, in verwarmde vijvers in heel Nederland.
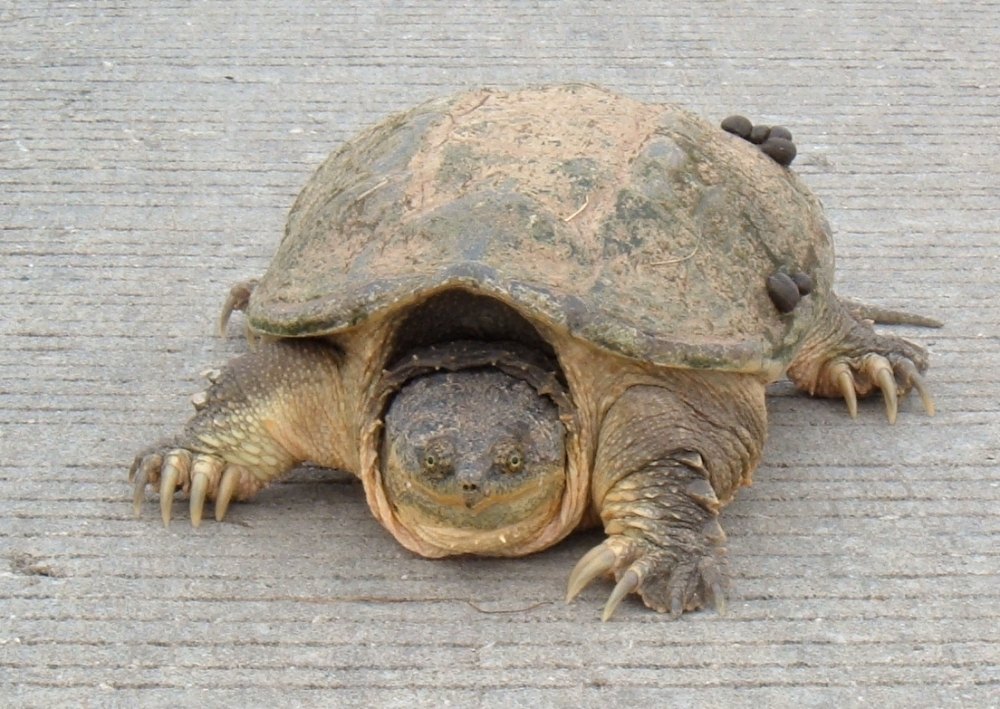
Bijtschildpad (Chelydra serpentina), wordt soms gedumpt, duikt af en toe op.
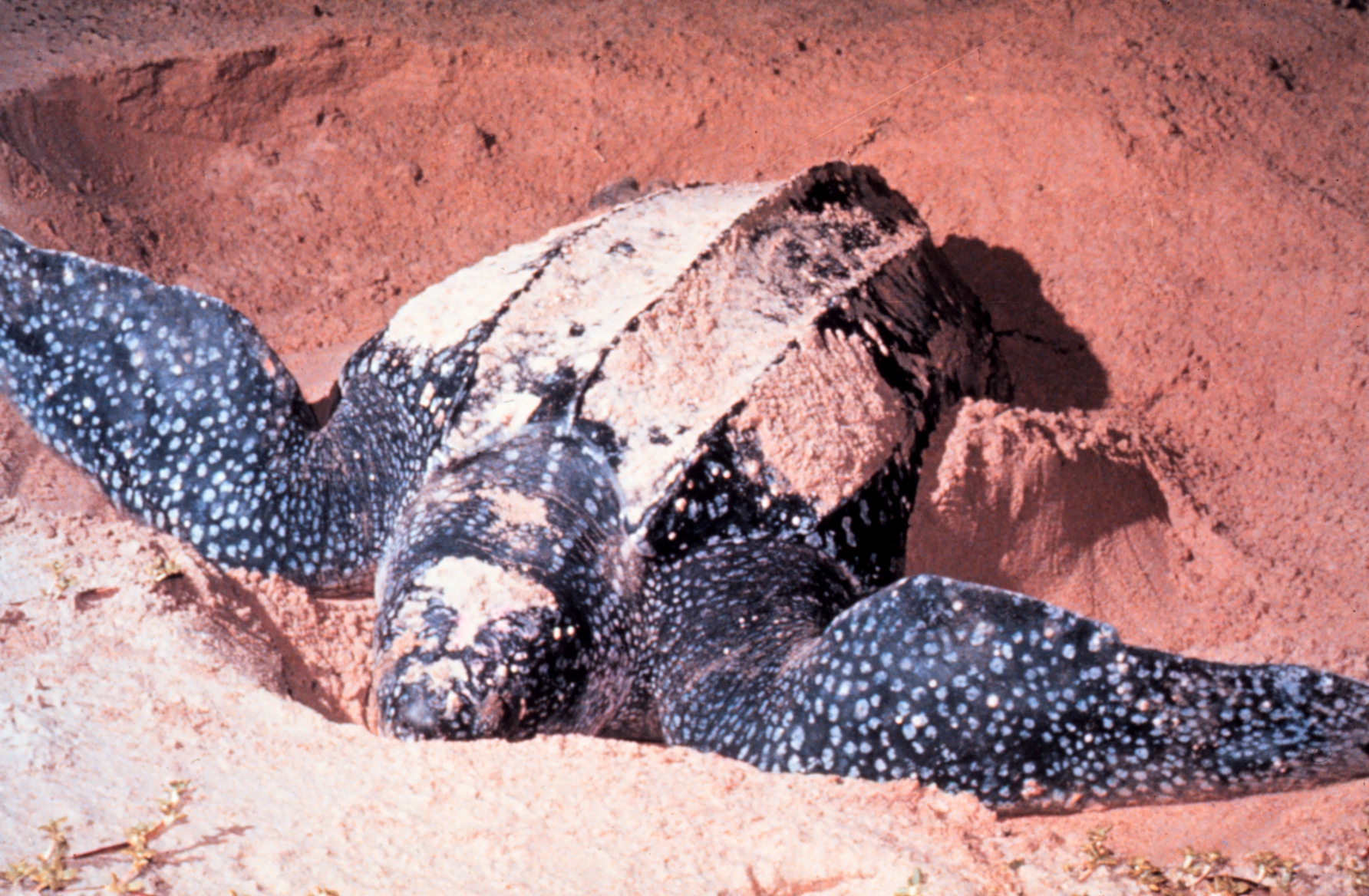
Lederschildpad (Dermochelys coriacea), spoelt weleens aan, leeft niet langs de Nederlandse kust.
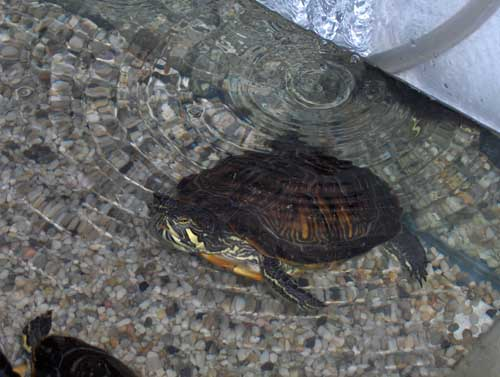
Geelwangschildpad (Trachemys scripta scripta), wordt soms gedumpt, duikt af en toe op.
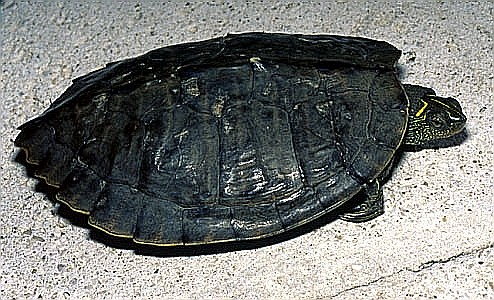
Zaagrugschildpad - (Graptemys pseudogeographica), wordt soms gedumpt, duikt af en toe op.